# Jan Boersma
Jan D. Boersma (ur. 1 listopada 1968) – żeglarz z Antyli Holenderskich, który zdobył srebrny medal na igrzyskach w 1988 w klasie Lechner A-390. Był pierwszym antylskim żeglarzem na igrzyskach. Jest jedynym medalistą olimpijskim z Antyli Holenderskich.